# Well, You Needn't
Well You Needn't est un standard de jazz composé par le pianiste américain Thelonious Monk.

## Historique
Monk a composé Well You Needn't en 1944, alors qu'il était pianiste au Minton’s House, un club de Harlem où se retrouve la jeune génération qui est en train d'inventer le bebop.
Monk avait l'intention de donner un titre à un morceau en hommage au chanteur Charles Beamon, qui étudiait auprès du pianiste ; celui-ci lui a répondu « Well, you need not ».

## Analyse
Comme pour la plupart des morceaux de Monk, Well, You Needn't a subi des erreurs de retranscription. Il existe ainsi deux versions de ce morceau :
Pour la partie A :
- Monk joue une pédale en Fa agrémenté d'une ligne chromatique[4]. Lors de ses solos, il ne s'accompagne quasiment qu'en Fa[5], même s'il lui arrive parfois de jouer un Sol dans le registre aigu lorsqu'il accompagne un autre soliste[5]. Quand le bassiste Putter Smith, qui a accompagné Monk dans ses dernières années, lui demandait s'il fallait jouer en Fa ou alterner avec Sol, Monk a haussé les épaules et répondu : « un peu des deux (Mix it up) »[5].
- Miles Davis a popularisé une grille qui alterne Fa et Sol. Gene Ramey joue cependant cette progression sur le premier enregistrement de Monk[5]. Cette grille est parfois jouée Fa - Sol - Fa - Mi, notamment par Wilbur Ware, idée reprise par Butch Warren ou Larry Gales[5].

Pour le pont (partie B) :
- Monk commence le pont sur un accord de Ré[5].
- Miles débute par un Sol7 sur la section B[5],[1], et commence la mélodie du pont un demi-ton trop bas[6]. Cette version figurant dans la plupart des Real Books, c'est le plus souvent celle-ci qui est jouée[1].

## Versions notables
Monk a enregistré plusieurs fois ce morceau :
- 1951 : Genius of Modern Music : Vol. 1
- 1954 : Piano Solo (en)
- 1957 : Monk's Music
- 1959 : Les Liaisons dangereuses 1960 (sorti en 2017)
- 1966 : Monk in France (en)

Il existe plusieurs centaines d’enregistrements de Well You Needn't. Parmi ceux-ci, on peut citer, :
- Miles Davis sur Miles Davis Volume One en 1954 et sur Steamin' with the Miles Davis Quintet en 1961
- Randy Weston sur The Modern Art of Jazz en 1957
- Art Taylor sur Taylor's Wailers en 1957
- Kenny Burrell sur A Night at the Vanguard en 1960
- Daniel Humair, René Urtreger et Pierre Michelot sur Hum! en 1960
- Cannonball Adderley sur The Cannonball Adderley Quintet Plus en 1961
- Chet Baker sur Chet Is Back! en 1962
- Phineas Newborn Jr sur The Great Jazz Piano of Phineas Newborn Jr. en 1963
- Pepper Adams sur Twelfth and Pingree en 1976
- Roy Haynes sur Sugar Roy en 1976
- Herbie Hancock sur Quartet en 1982
- Don Pullen sur Don Pullen Plays Monk en 1985
- Mal Waldron et Steve Lacy sur Let's Call This en 1986
- Tete Montoliu sur The Music I Like to Play, Vol. 3 - Let's Call This en 1990
- Paolo Fresu sur Paolo Fresu Quintet Live in Montpellier en 1990
- Kenny Barron sur Live at Mayback Recital Hall Volume Ten en 1991
- Gonzalo Rubalcaba sur Discovery: Live at Montreux en 1991
- Tom Harrell et Jacky Terrasson sur Moon And Sand en 1991
- Phil Woods et Franco d'Andrea sur Our Monk en 1994
- Art Taylor sur Taylor's Wailers en 1996
- Bobby Hutcherson sur In the Vanguard en 1999
- Martial Solal et Éric Le Lann sur Portrait in Black and White en 2000
- Jamie Cullum sur Pointless Nostalgic en 2002
- René Bottlang sur Solongo en 2003
- Tigran Hamasyan sur New Era en 2007
- Peter Bernstein sur Monk en 2008
- Antoine Hervé sur I Mean You - Tribute to Thelonious Monk en 2010